# Musée national d'Art moderne
Musée national d'Art moderne är en del av Centre Georges-Pompidou i Paris. Denna del av centrets verksamhet sträcker sig över två våningar, med en total yta på 14 000 m2 och har en samling på cirka 110 000 verk, varav endast en bråkdel kan ställas ut samtidigt.
Museet öppnade 1947 i Palais de Tokyo. Det började med donationer från konstnärer och privata samlare. Samlingen har vuxit stadigt sedan dess, både genom donationer och egna förvärv. Det flyttade till Centre Pompidou 1977. Starck, Nouvel och Perrault ansvarar för arkitekturen och designen.
Samlingen är den näst största i världen, efter Museum of Modern Art. Utställningen revideras vanligtvis vartannat år. Tillfälliga utställningar presenteras också.